# Uboga
Uboga – osada leśna w Polsce w województwie pomorskim, w powiecie chojnickim, w gminie Czersk.
Miejscowość wchodzi w skład sołectwa Rytel.
W latach 1975–1998 miejscowość administracyjnie należała do województwa bydgoskiego.

## Historia
Historia miejsca w którym osadzono Ubogą sięga wieku XVII. W roku 1648 taryfa poborowa podaje że pobór płacili poddani w wymiarze 1 florena 10 groszy (dane: Rocznik Towarzystwa Przyjaciół Nauk w Poznaniu, 1871). Lustracja z roku 1664 wykazała folwark Uboga, który płaci z żyta 28 korcy a czynszu 39 florenów, sołtys posiadał grunt i zobowiązany był doglądać stodół, poboru, barci .. etc. Z dokumentu lustracyjnego dóbr kościelnych datowanego w 1710 roku wynika że odprowadzano stąd meszne do proboszcza w Czersku w wymiarze pół korca żyta i tyleż samo owsa.
W roku 1789 były tu 4 dymy – dane według topografii Jana Fryderyka Goldbeck’a (1748 – 1812) w dziele „Kompletna topografia Królestwa Prus” str.242,
W wieku XIX Uboga, której niemiecka nazwa Woerth została przyjęta od roku 1871, była posiadłością jak podaje nota Słownika geograficznego Królestwa Polskiego położoną między Brdą a kanałem w ówczesnym powiecie obojnickim, Najbliższa stacja pocztowa i kolei w Rytlu, parafia rzymskokatolicka w Czersku. Posiadłość posiadała 344 ha obszaru zaś w 1885 roku były tu 3 domy 6 dymów i 37 mieszkańców (33 katolików, 4 ewangelików).